# Kaira candidissima
Kaira candidissima là một loài nhện trong họ Araneidae.
Loài này thuộc chi Kaira. Kaira candidissima được Cândido Firmino de Mello-Leitão miêu tả năm 1941.